# 9 Квинс-роуд-сентрал
9 Квинс-роуд-сентрал (9 Queen's Road Central, 皇后大道中九號) — 39-этажный гонконгский небоскрёб, расположенный в Центральном районе (название получил от улицы, на которой расположен — Квинс-роуд-сентрал). Построен в 1991 году в стиле ар-деко. В подиуме размещаются дорогие магазины, бутики и ресторан торгового центра Galleria, остальное пространство занято под офисные помещения. Имеется подземный этаж. В дизайн экстерьера офисной башни и подиума вписаны серебряное рефлексивное стекло, розовый гранит и кровля из искусственно состаренной меди (в 1992 году небоскрёб получил первое место в категории внешней отделки на Marble Architectural Award). В угловой части подиума располагается башенка с часами. Девелопером здания является компания SEA Holdings.
|      |                |                |
| Холл | Башня с часами | Торговый центр |